# 술라웨시과일박쥐
술라웨시과일박쥐(Acerodon celebensis)는 큰박쥐과에 속하는 박쥐의 일종이다. 인도네시아의 토착종이다. 국제 자연 보전 연맹(IUCN)이 "취약종"으로 분류했지만, 멸종위기에 처한 야생동식물종의 국제거래에 관한 협약(Convention on International Trade in Endangered Species of Wild Flora and Fauna, CITES)에는 부속서 II로 등재되었다.